# Poppekerke
Poppekerke (Zeeuws: Sirpoppekerke) is thans een buurtschap en heerlijkheid, maar ook een voormalig dorp op Walcheren in de Nederlandse provincie Zeeland. 
In 1854 waren er nog 70 inwoners. Rond 1900 stonden er nog drie huizen. Het dorp is in de crisistijd van 1930 gesloopt, net als de toenmalige Vliedberg. De funderingen van het oude klooster en de gesloopte huizen zijn nog steeds te vinden onder het tegenwoordige akkerland. Vanaf het klooster liep vroeger een ondergrondse tunnel via welke de mensen tijdens een inval konden vluchten.
Van oudsher is het een heerlijkheid die door huwelijk in 1794 van Maria Petronella van den Brande (1766-1825) met jhr. mr. Marinus Emanuel Cornelis Versluys (1752-1825) in de familie Versluys kwam en nog was in 2007 toen jhr. Mello Lorillard van Reigersberg Versluys (1929-2007) als heer van Poppekerke overleed.
In de Franse tijd maakte het onderdeel uit van de gemeente Westkapelle-Buiten en Sirpoppekerke, die in 1816 opging in Westkapelle. Deze gemeente ging in 1997 op in de gemeente Veere.
Steden: Domburg · Veere · Westkapelle

Dorpen: Aagtekerke · Biggekerke · Dishoek · Gapinge · Grijpskerke · Koudekerke · Meliskerke · Oostkapelle · Serooskerke · Vrouwenpolder · Zoutelande

Buurtschappen: Boudewijnskerke · Buttinge · Groot Valkenisse · Hoogelande · Krommenhoeke · Mariekerke · Molembaix · Molenperk · Pitteperk · Poppendamme · Schellach (deels) · Sint-Jan ten Heere · Sint Janskerke

(Voormalige) gehuchten: Geldtienden · Klein Valkenisse · Poppekerke · Rijnsburg · Snabbeldorp · Werendijke · Woitkensdorp · Zanddijk

Zeeland: Steden en dorpen in Zeeland      Nederland: Provincies · Gemeenten